# 狭川真一
狭川 真一（さがわ しんいち、1959年 - ）は、日本の考古学者。大阪大谷大学文学部歴史文化学科 特任教授。（公財）大阪府文化財センター理事長。
古代の墳墓研究や都市論を研究の中心としているが、最近は中近世の石塔研究を墳墓論に絡めて行っている。また、古代の磨崖仏を三次元計測して当初の姿を復元したり、改変されたりした歴史を探求している。

## 経歴
奈良県奈良市に生まれる。奈良県立郡山高等学校を卒業後、奈良大学文学部文化財学科に入学。
同学を卒業後、太宰府市教育委員会技師（文化財専門職）を経て、1999年に元興寺文化財研究所に研究員として配属され、2020年まで勤務。2009年、「中世墓の変遷と火葬の受容」で博士（文学）（奈良大学）の学位を取得。
2020年、大阪大谷大学歴史文化学科教授。2025年、同特任教授。
2025年、（公財）大阪府文化財センター理事長。

## 著書

### 単著
- 狭川真一『中世墓の考古学』高志書院、2011年4月。ISBN 978-4-86215-093-6。

### 共著
- 藤澤典彦、狭川真一『石塔調べのコツとツボ : 図説採る撮る測るの三種の実技』高志書院、2017年1月。ISBN 978-4-86215-165-0。
- 瀬口眞司、永野仁、岡田憲一、狭川真一 著「第4章 縄文人の精神世界 : 信仰と暮らしを探る」、奈良大学 編『縄文人の祈りと願い』ナカニシヤ出版〈奈良大ブックレット ; 02〉、2013年2月。ISBN 978-4-7795-0702-1。

### 編著
- 狭川真一 編『墓と葬送の中世』高志書院、2007年5月。ISBN 978-4-86215-023-3。
- 狭川真一 著「近畿の中世石塔」、狭川真一 編『日本の中世墓』高志書院、2009年3月。ISBN 978-4-86215-055-4。
- 狭川真一 編『季刊考古学』 134巻《特集中世の納骨信仰と霊場》、雄山閣、2016年2月。ISBN 978-4-639-02408-8。
- 狭川真一 編『中世墓の終焉と石造物』高志書院、2020年6月。ISBN 978-4-86215-208-4。
- 狭川真一 編『季刊考古学』 156巻《山寺と石造物からみた古代》、雄山閣、2021年8月。ISBN 978-4-639-02773-7。

### 共編著
- 狭川真一 著「九州〈五輪塔〉」、狭川真一、松井一明 編『中世石塔の考古学 : 五輪塔・宝篋印塔の形式・編年と分布』高志書院、2012年7月。ISBN 978-4-86215-108-7。

### 担当執筆
- 狭川真一 著「岡益の石堂と古代の石塔」、中山和之 編『岡益の石堂がいま、問いかけるもの』因幡万葉歴史館、2006年3月。 NCID BA87036113。OCLC 675196646。全国書誌番号:21437237。
- 狭川真一 著「城久遺跡群の中世墓」、池田榮史 編『古代中世の境界領域 : キカイガシマの世界』高志書院、2008年3月。ISBN 978-4-86215-039-4。